# Marca de carne en caballos
Una  marca de carne  es una marca natural determinada por una despigmentación de la piel combinada con una ausencia o rarificación de pelos. En general es de pequeñas dimensiones y se localiza en áreas donde la piel es más fina y el pelaje más escaso y fino: labios, nariz, hocico, cerca de los ojos, ano y zonas genitales.
Una  marca de carne  ("flesh mark" en inglés, "ladre", "tache de ladre" o "marque de ladre" en francés, "liscio" en italiano) no es una marca blanca. Conviene distinguirlas perfectamente.

## Las marcas de carne en las reseñas
Todos los documentos oficiales indican la necesidad de no confundir una "marca blanca" con una "marca de carne". Hay que indicar por separado en la reseña.

## Incidencia en la salud del caballo
Como en todas las zonas de piel despigmentada, la exposición solar intensa puede ser perjudicial y es desaconsejable. En casos normales pueden usarse cremas para protección solar con filtros a los rayos UV. Hay opiniones que aconsejan tatuar las marcas de carne para formar una pantalla permanente.

## Vitíligo

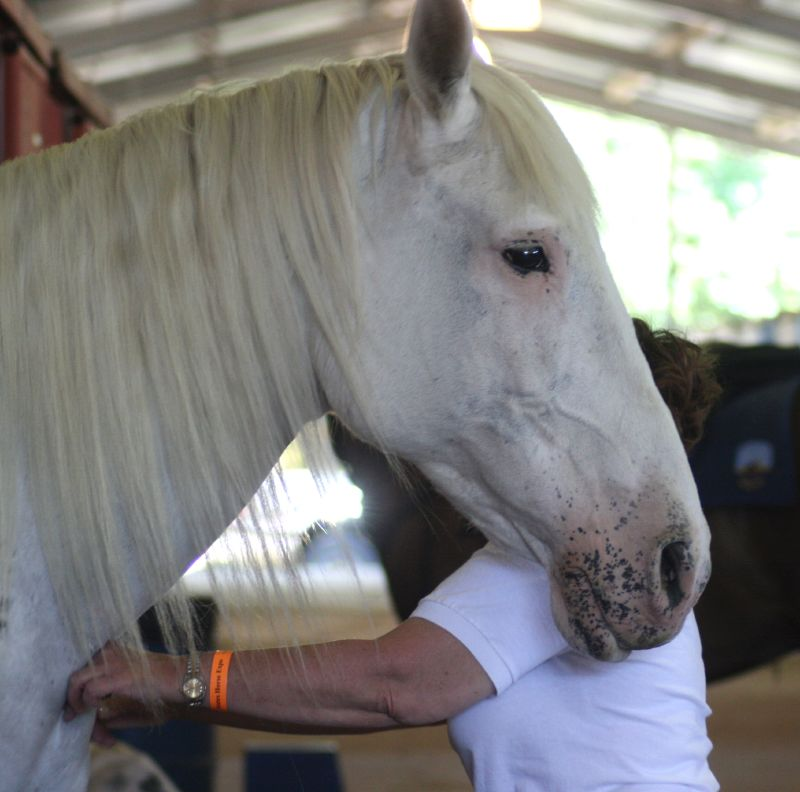
Caballo andaluz con vitíligo

En los humanos el  vitíligo  es una enfermedad degenerativa de la piel en la que los melanocitos (las células responsables de la pigmentación de la piel) mueren, dejando así de producir melanina (sustancia causante de la pigmentación de la piel) en la zona donde ha habido la muerte celular.
Se manifiesta por las manchas blancas que resultan de la ausencia del pigmento en la piel; suelen ser lesiones circulares con bordes definidos y con una extensión variable; aunque suelen observarse más frecuentemente en las extremidades (manos y pies), zonas de extensión y flexión (rodillas i codos), y en algunos casos en la cara o los genitales.
Las causas de aparición de esta enfermedad aún no han sido encontradas con certeza y los mecanismos por los cuales se desencadena esta alteración todavía se encuentran en proceso de estudio.
El vitíligo no es contagioso, ni por tacto o el contacto de ninguna naturaleza, los procesos que se dan para su inicio son inherentes a cada persona, y por tanto no hay ningún peligro de contagio.
En los caballos el vitíligo puede ser de nacimiento o adquirido, de forma similar al vitíligo los humanos. Sus causas no se conocen con precisión.